# Abrochia sanguitarsia
Abrochia sanguitarsia là một loài bướm đêm thuộc phân họ Arctiinae, họ Erebidae.